# Rewolta Malês
Rewolta Malês (port. Revolta dos Malês) – powstanie niewolników wyznania islamskiego, które miało miejsce w 1835 roku w prowincji Bahia (obecnie stan Bahia) w Regionie Północno-Wschodnim Brazylii. Głównym celem rewolty było uwolnienie wszystkich muzułmańskich niewolników. Nazwa malê w języku joruba oznacza „muzułmanina”.

## Tło historyczne i społeczne
Od XVI wieku przez cały okres kolonialny, a także po uzyskaniu niepodległości przez Brazylię w 1822 roku, podstawą gospodarki dzisiejszego stanu Bahia była produkcja cukru. Do pracy na plantacjach trzciny cukrowej sprowadzano afrykańskich niewolników. Od końca XVIII wieku większość niewolników do Bahia przywożono z okolic Zatoki Beninu na zachodnim wybrzeżu Afryki, z terenów dzisiejszej Nigerii i Beninu. Pochodzili oni z plemion Joruba, Yeye i Hausa.  
W latach 20. XIX w. muzułmanie z plemienia Joruba stanowili większość niewolników sprowadzanych do Bahia. Dziesięć lat później Joruba byli dominującą grupą etniczną wśród niewolników w Bahia. Islamscy niewolnicy często umieli czytać i pisać, co było rzadko spotykane nie tylko wśród niewolników, ale również ówczesnych wolnych mieszkańców prowincji. Jorubowie w Bahia tworzyli manuskrypty w języku arabskim, a dzisiejsze badania tych tekstów potwierdzają, że ich twórcy musieli być wykształceni i należeli prawdopodobnie do inteligencji, zanim zostali sprzedani w niewolę. Byli ponadto bardzo religijni i często spotykali się, aby odprawiać religijne obrzędy i przekazywać praktyki nowym adeptom
Zanim w Brazylii zniesiono niewolnictwo w 1888 roku, część niewolników zyskała możliwość wykupienia się z niewoli. Inni byli wynajmowani do drobnych rzemieślniczych prac, z których mogli zachowywać dla siebie część dochodu. Jednak ani wyzwoleni niewolnicy ani rzemieślnicy, świadczący usługi poza plantacją, nie mogli liczyć na dobre traktowanie ze strony białych i często się zdarzało, że padali ofiarami przemocy.   
Od początków epoki kolonialnej, dominującą religią w Brazylii był katolicyzm. Afrykańscy niewolnicy często przechodzili na tę wiarę z obawy przed karą ze strony właścicieli. Jednak niektórzy praktykowali swoje dawne wierzenia w ukryciu, co dało początek dzisiejszemu synkretyzmowi religijnemu w Brazylii, a szczególnie obecnemu w stanie Bahia.  
Jorubowie odmawiali przyjęcia wiary katolickiej, wciąż po kryjomu praktykowali swoje obrzędy. Na krótko przed wybuchem rewolty, władze Salvadoru zburzyły meczet w dzielnicy Vitória (obecnie Barra) i uwięziły kilku muzułmańskich duchownych. Stało się to jedną z głównych przyczyn, dla których Jorubowie zdecydowali o zbrojnym oporze.

## Przebieg rewolty
Liderami rebelii byli niewolnicy z plemienia joruba: Ahuna, Pacifico Licutan, Sule albo Nicobé, Dassalu albo Damalu, Aprígio, Pai Inácio i Gustard oraz wyzwolony niewolnik Manuel Calafate.
Do celów rewolty należały:
- Abolicja dla wszystkich niewolników wyznających islam
- Wprowadzenie monarchii islamskiej w Brazylii
- Wymordowanie białych i konfiskata ich majątków
- Wzięcie w niewolę wszystkich niewyznających islamu

Buntownicy planowali wybuch powstania na 25 stycznia 1835 roku. Tego dnia w sąsiadującym z Salvadorem miasteczku Bonfim miała się odbyć uroczystość religijna i Jorubowie liczyli na to, że miasto będzie opustoszałe i nie napotkają na opór. 
Jednak już dzień wcześniej w mieście pojawiły się plotki o zbliżającej się rewolcie. Jeden z wyzwolonych niewolników, Domingos Fortunato, usłyszał te pogłoski i przekazał je swojej żonie, która następnie podzieliła się tymi informacjami z sąsiadami. 24 stycznia wieczorem wieści dotarły do sędziego pokoju w Salvadorze. Natychmiast zmobilizował siły policyjne i podjął środki, aby zapobiec rebelii. 
Jednym z podjętych kroków było wysłanie patroli do dzielnic zamieszkanych przez czarnych. W domu w dzielnicy Guadalupe patrol policji znalazł dużą grupę rebeliantów, którzy oczekiwali w ukryciu na umówioną godzinę rozpoczęcia powstania. Wywiązała się walka, która następnie przeniosła się na ulicę. Brało w niej udział wg różnych źródeł od ok. 600 do 1500 rebeliantów. Buntownicy zamierzali uwolnić z więzienia jednego ze swoich liderów, pojmanego wcześniej Pacífico Licutana. Jednak zostali otoczeni przez siły rządowe w rejonie Água de Meninos. W walkach zginęło 7 wojskowych i 70 spiskowców. Ponad 200 buntowników zostało schwytanych. Zostali następnie skazani na karę chłosty, roboty przymusowe, deportację do Afryki, a niektórzy z liderów na karę śmierci.

## Skutki rewolty
Natychmiast po stłumieniu rebelii, zakazano czarnym muzułmanom pojawiania się w nocy na ulicach Salvadoru oraz praktykowania jakichkolwiek rytuałów związanych z islamem. W obawie, aby idee szerzone przez muzułmanów z Bahia nie rozprzestrzeniły się po całej Brazylii, władze zabroniły przemieszczania się Jorubów z Bahia do innych stanów kraju. Jednak po rewolcie część plantatorów sprzedała swoich niewolników do Rio de Janeiro, gdzie miejscowe władze objęły policyjną kontrolą wszystkich czarnych, co do których istniały podejrzenia, że mogli brać udział w spisku. Mieszkańcy stanu Bahia obawiali się kolejnej rewolty, zwłaszcza, że czarni pracujący w mieście i na plantacjach trzciny cukrowej przewyższali liczebnie białą populację. Jednak te niepokoje, podnoszone nawet w oficjalnej korespondencji władz stanu, nie wpłynęły w znaczący sposób na sprowadzanie nowych niewolników z Afryki. Zwiększono za to inwigilację środowisk niewolników. Nasiliła się również niechęć społeczeństwa wobec religii muzułmańskiej, a władze konfiskowały wszelkie przedmioty kultu religijnego oraz manuskrypty sporządzone w języku joruba.